# Comté de Manyo
Le Comté de Manyo est une subdivision administrative de l'État fédéré du Nil Supérieur de la république du Soudan du Sud. Ce territoire a une superficie de 6 684 km2. Lors du recensement de 2008, la population a été estimée à 38 010 habitants (densité de 5,68 hab/km2) en large majorité de l'ethnie Shilluk exerçant des activités traditionnelles comme la pêche et l'agriculture. 
Historiquement, ce territoire dépendait du royaume shilluk fondé au XVIe siècle par le roi Nyikang. La dynastie des rois shilluk continue à régner mais ne dispose plus que d'un pouvoir judiciaire, moral et religieux.

## Situation
Le comté de Manyo est le comté le plus septentrional du Soudan du Sud sur la rive gauche du Nil Blanc. Il est environné au nord par l'État du Nil Blanc (Soudan), à l'est par l'État du Kordofan du Sud (Soudan), à l'ouest par le Comté de Renk (Soudan du Sud) et au sud par le Comté de Fachoda (Soudan du Sud).

## Démographie
Le comté de Manyo est subdivisé en quatre payams ; Athidwoi, Kaka, Magenist et Wedakona.
|                       | Population          | Foyers              |                     |                     |                     |                     |                     |                     |                     |                     |                     |                     |
| Athidwoi              | 6000                | 1134                |                     |                     |                     |                     |                     |                     |                     |                     |                     |                     |
| Kaka                  | 9143                | 1592                |                     |                     |                     |                     |                     |                     |                     |                     |                     |                     |
| Magenist              | 4825                | 803                 |                     |                     |                     |                     |                     |                     |                     |                     |                     |                     |
| Wedakona              | 18042               | 3365                |                     |                     |                     |                     |                     |                     |                     |                     |                     |                     |
| Total                 | 38010               |                     |                     |                     |                     |                     |                     |                     |                     |                     |                     |                     |
| Sources des données : | Recensement de 2008 | Recensement de 2008 | Recensement de 2008 | Recensement de 2008 | Recensement de 2008 | Recensement de 2008 | Recensement de 2008 | Recensement de 2008 | Recensement de 2008 | Recensement de 2008 | Recensement de 2008 | Recensement de 2008 |